# Szełopugino
Szełopugino (ros. Шелопугино) – wieś w Rosji, w Kraju Zabajkalskim, ośrodek administracyjny rejonu szełopugińskiego. W 2010 liczyła 3274 mieszkańców.